# Zajmiszcze (obwód miński)
Zajmiszcze – dawna kolonia. Tereny na których leżała znajdują się obecnie na Białorusi, w obwodzie mińskim, w rejonie miadzielskim, w sielsowiecie Słoboda.

## Historia
W czasach zaborów w gminie Żośna, w powiecie wilejskim, w guberni wileńskiej Imperium Rosyjskiego.
W latach 1921–1945 kolonia leżała w Polsce, w województwie wileńskim, w powiecie duniłowickim, od 1926 w powiecie postawskim, w gminie Żośno.
Według Powszechnego Spisu Ludności z 1921 roku zamieszkiwało tu 78 osób, 1 była wyznania rzymskokatolickiego a 77 prawosławnego. Jednocześnie 56 mieszkańców zadeklarowało polską przynależność narodową a 22 białoruską. Było tu 6 budynków mieszkalnych. W 1931 w 14 domach zamieszkiwało 120 osób.
Wierni należeli do parafii rzymskokatolickiej w Wołkołacie i prawosławnej w Starych Habach. Miejscowość podlegała pod Sąd Grodzki w Miadziole i Okręgowy w Wilnie; właściwy urząd pocztowy mieścił się w Słobodzie Żośniańskiej.